# Antonio González Orozco
Antonio González Orozco Muralismo mexicano, (Chihuahua, México; 10 de mayo de 1933-Ciudad de México; 10 de junio de 2020) fue un muralista mexicano alumno de Diego Rivera. Estudió de 1953 a 1957 en la Antigua Academia de San Carlos. En esa época (1956) fue alumno de Diego Rivera, quien motivó su interés por el muralismo, en un curso que impartió en dicha Institución sobre técnica mural. En su larga carrera que abarca la segunda mitad del Siglo XX y parte del Siglo XXI, Antonio González Orozco, contribuyó a la plástica mexicana con pinturas de caballete y retratos, dibujos, grabados, serigrafías, esculturas, muchas de las cuales exhibió en 31 exposiciones individuales, tanto en México, como en diversos países como Estados Unidos, Canadá, Polonia y Rumanía. Destacan particularmente 8 pinturas murales, ubicadas en la Ciudad de México, Coahuila, Sinaloa y Chihuahua. Pintura mexicana del siglo XX.
Falleció por la Covid-19 a los ochenta y siete años el 10 de junio de 2020 en la Ciudad de México.

## Carrera
Inició sus primeros estudios artísticos en Chihuahua, bajo la tutela del muralista chihuahuense Leandro Carreón. En 1953 le sugirió perfeccionar sus estudios en la Antigua Academia de San Carlos (actualmente Facultad de Artes y Diseño de la UNAM). Ese mismo año se mudó al Barrio Estudiantil de la Ciudad de México e ingresó en dicha academia, regresando al término de sus estudios a su natal Chihuahua, en donde impartió clases de pintura en la Universidad de Chihuahua. Sin embargo, hacia 1961 decidió regresar de manera definitiva a la Ciudad de México. Alternó su carrera artística con sus labores de restaurador en el Castillo de Chapultepec, lugar en el que dejó su huella con 2 cuadros de su autoría. "Retrato de Joaquín de la Cantoya y Rico" (también conocido como "Globo de Cantoya" y "Fusilamiento de Agustín de Iturbide" se exhiben en la Sala Siglo XIX. Dos murales en la Sala de Carruajes Históricos, siendo el primero de ellos el Mural Oficial del Centenario del Triunfo de la República: Entrada Triunfal de Benito Juárez a la Ciudad de México, (15 de julio de 1967) y el segundo de ellos es el Mural Oficial del Centenario del Fallecimiento de Benito Juárez (1972), denominado: Juárez, Símbolo de la República frente a la Intervención Francesa. 
Durante la temporada en el Castillo de Chapultepec, también hizo obra de caballete y conoció a quien fue su esposa, Mercedes Arriaga Rivera. Con ella contrajo matrimonio en 1969, procreando 2 hijos, Alejandro y Antonio. En 1978, instaló su casa-estudio en el pueblo prehispánico de Tetelpan, al sur de la Ciudad de México. En este lugar continuó con su labor creativa hasta su fallecimiento en 2020. 
María Cristina García Cepeda, Secretaría de Cultura del Gobierno de México, señaló en un homenaje del Instituto Nacional de Bellas Artes de fecha 21 de octubre de 2013, cubierto por NOTIMEX que: «…González Orozco no sólo sobresalió en el ámbito del muralismo, sino que se trata de un creador completo: dibujante, grabador, escultor, pintor y muralista… La interpretación que el artista hace de Juárez no pudo ser más acertada, parece ilustrar un pasaje de Justo Sierra, aquel que dice: Juárez con su gobierno contribuyó a formar el espíritu de la nación, unificándola en aquel conflicto entre liberales y conservadores…»https://www.youtube.com/watch?v=j327nv9l46A[cita requerida]

## Murales
- El Despertar de la Humanidad (1956). Pintura al fresco en la Antigua Academia de San Carlos (Destruido)

- Entrada Triunfal de Benito Juárez a la Ciudad de México (1967)[5] Acrílico sobre tela, sobre madera, ubicado en el salón de Carruajes Históricos del Castillo de Chapultepec de México.

- Juárez, símbolo de la República frente a la Intervención francesa (1972)[6] Acrílico sobre tela, sobre madera, ubicado en el salón de Carruajes Históricos del Castillo de Chapultepec de México.

- Madero y la Revolución de 1910 (1976). Acrílico sobre paneles de resina sintética en el Centro Cívico y Cultural, San Pedro de las Colonias, Coahuila.

- México y los Recursos del Mar (1980). Acrílico sobre resina de poliéster, Acuario de Mazatlán, Mazatlán, Sinaloa.

- Los Recursos Económicos del Estado de Sinaloa (1980). Acrílico sobre resina de poliéster, Acuario de Mazatlán, Mazatlán, Sinaloa.

- Historia de la Medicina en México (1993). Acrílico sobre resina de poliéster, Hospital de Jesús, Ciudad de México.

- La República Peregrina (2016). Acrílico sobre tela, sobre aluminio, ubicado en la antigua presidencia municipal de Hidalgo del Parral, Chihuahua, México.
- 50 Aniversario de la Fundación de la Prepa UP (2019)

## Premios y reconocimientos
El trabajo de Antonio González Orozco ha sido exhibido o reproducido a lo largo de los años, en diversos medios y formatos.
- Primer Salón de Pintura Estudiantil. Museo de la Ciudad Universitaria. (UNAM, marzo de 1960). Tercer Lugar, con el cuadro: "Pajarero".[8]

- Comisión Nacional de Libros de Texto Gratuito, con el Libro de Historia de Quinto Grado. ISBN 968-29-5354-5 Reprodujo la obra de Antonio González Orozco en 44.2 millones de libros de texto gratuito de 5° año de primaria, publicado de 1992 a 2009.

- Comisión Nacional de Libros de Texto Gratuito, con el libro: Juárez el Republicano (2006). Libro Oficial del Bicentenario del Natalicio de Don Benito Juárez denominado, de Josefina Zoraida Vázquez. (CONALITEG), ISBN 970-9765-02-7 con 27 millones y medio de ejemplares.

- Comisión Nacional de Libros de Texto Gratuito, con el libro: Benito Juárez, Historia de un Mural, El Benemérito de las Américas en obra de Antonio González Orozco (2013) ISBN 978-607-496-027-3, en cuya página 35 se asienta que el Mural: Juárez, Símbolo de la República frente a la Intervención Francesa ha sido utilizado por dicha Comisión: "...Nada menos que 167 millones y medio de reproducciones del Juárez de Antonio González Orozco..."

- Lotería Nacional para la Asistencia Pública: Con la emisión de 3 billetes de Lotería, para el Sorteo Mayor de 24 millones de pesos del 16 de julio de 1985, el Sorteo Mayor de 600 mil nuevos pesos del 7 de febrero de 1995 y el Sorteo Especial de 25 millones de pesos del 21 de marzo de 2014.[9]

- Asamblea Legislativa del Distrito Federal, con la Medalla al Mérito en las Artes 2013

- Gobierno del Estado de Chihuahua, con la Presea Gawí Tónara (Pilares del Mundo), en 2015.

- La obra de Antonio González Orozco, ha sido emblemática de los festejos oficiales del Gobierno de México del: Centenario del Triunfo de la Restauración de la República (1967), del Centenario del Fallecimiento de Don Benito Juárez García (1972), del Bicentenario del Natalicio de Don Benito Juárez (2006) y del Centenario del Ejército Mexicano (2013).